# ZTE Axon 11 5G
Das ZTE Axon 11 5G ist ein Smartphone des chinesischen Herstellers ZTE, das seit dem 23. März 2020 in China erhältlich ist. Das ZTE Axon 11 5G ist ein Smartphone der oberen Mittelklasse und hat als Prozessor den SoC Snapdragon 765G des US-Herstellers Qualcomm verbaut. Im SoC integriert ist das 5G Modem Snapdragon X52.